# Strobilanthes niveus
Strobilanthes niveus är en akantusväxtart som beskrevs av William Grant Craib. Strobilanthes niveus ingår i släktet Strobilanthes och familjen akantusväxter. Inga underarter finns listade i Catalogue of Life.